# Карибу (музыкант)
Карибу (англ. Caribou; также известен как Манитоба, настоящее имя Дэниел Виктор Снейт) — современный канадский композитор и исполнитель, работающий в жанрах электронной музыки и психоделического попа. По образованию математик.

## Музыкальная карьера
Дэн Снейт привлёк к себе внимание уже со своим первым мини-альбомом, People Eating Fruit, вышедшим в 2000 году. Второй мини-альбом, Paul's Birthday, также стал популярным. Переехав в Лондон, Снейт, выступавший под сценическим псевдонимом Манитоба, записал в 2003 году альбом Up in Flames, получивший восторженные отзывы от критиков.
Однако уже на следующий год Снейту пришлось сменить псевдоним после того, как Красавчик Дик Манитоба (Ричард Блюм), солист группы The Dictators, пригрозил ему судебным иском за незаконное использование бренда. В итоге Снейт взял псевдоним Карибу, под которым повторно вышли его первые альбомы. В 2005 году выходит его третий альбом, The Milk of Human Kindness (в заголовок которого вынесена цитата из пьесы Шекспира «Макбет»). Следующий альбом, Andorra, записанный в жанре психоделического попа, вышел в 2007 году и на следующий год завоевал канадскую музыкальную премию Polaris, вручаемую за лучший альбом года.
В 2010 году вышел альбом Swim, музыка которого носит более танцевальный характер и который попал в шорт-лист премии Polaris 2010 года, а потом завоевал Джуно за 2011 год во впервые присуждаемой номинации «Лучший альбом электронной музыки».

## Дискография

### Альбомы
| Дата релиза | Название                              | Лейбл          | Продажи | Позиции в чартах                         | Сертификация |
| ----------- | ------------------------------------- | -------------- | ------- | ---------------------------------------- | ------------ |
| 2001        | Start Breaking My Heart               | Leaf           |         |                                          |              |
| 2003        | Up In Flames                          |                |         |                                          |              |
| 2005        | The Milk of Human Kindness            | Domino Records |         |                                          |              |
| 2006        | Start Breaking My Heart (переиздание) | Domino Records |         |                                          |              |
| 2007        | Andorra                               | Domino Records |         | #5 в Top Heatseekers (2007)              |              |
| 2010        | Swim                                  | Merge          |         | #97 в США (2010)                         |              |
| 2012        | Jiaolong                              | Merge          |         |                                          |              |
| 2014        | Our Love                              | Merge          |         |                                          |              |
| 2020        | Suddenly                              | Merge          |         | № 2 в Top Dance/Electronic Albums (2020) |              |
| 2022        | Cherry                                | Jiaolong       |         |                                          |              |

### Мини-альбомы
| Дата релиза | Название      | Лейбл                  | Продажи | Позиции в чартах | Сертификация |
| ----------- | ------------- | ---------------------- | ------- | ---------------- | ------------ |
| 2005        | Yeti          | Domino Records         |         |                  |              |
| 2006        | Tour EP       | Inertia                |         |                  |              |
| 2007        | She's The One | Universal Distribution |         |                  |              |
| 2007        | Melody Day    | Merge                  |         |                  |              |